# Bitwa nad Unstrutą
Bitwa nad rzeką Unstrutą (zwana jest także bitwą pod Merseburgiem lub, rzadziej, bitwą pod Riade) – starcie zbrojne, które miało miejsce 15 marca 933 roku nad rzeką Unstrutą w Turyngii w trakcie najazdu Madziarów na Państwo wschodniofrankijskie.
Na czele armii niemieckiej stanął Henryk I Ptasznik, który w roku 933 zwołał w Erfurcie zgromadzenie, na którym skłonił biskupów i arystokratów do wyrażenia zgody na działania wojenne. Według legendy Henryk posłał Węgrom jako okup psa, któremu wcześniej obcięto uszy i ogon.
W bitwie Węgrzy ponieśli klęskę, a zwycięstwo Niemców odbiło się szerokim echem w Germanii i poza jej granicami. Jeszcze w dniu zwycięstwa Henryk I został obwołany przez wojsko ojcem Ojczyzny.